# Hayati Savaşcı
Hayati Savaşcı (* 1915 in Trabzon; † 1. Januar 1980 in Ankara) war ein türkischer Generalleutnant des Heeres (Türk Kara Kuvvetleri) und Politiker der Gerechtigkeitspartei AP (Adalet Partisi), der zwischen 1969 und 1972 Chef des Heeresstabes sowie von 1973 bis 1977 Mitglied der Großen Nationalversammlung war.

## Leben
Savaşcı war der Sohn des Offiziers Şevki Savaşcı, der zuletzt als Brigadier an den Balkankriegen, am Ersten Weltkrieg sowie am Türkischen Befreiungskrieg teilgenommen hatte und mit der Unabhängigkeitsmedaille (İstiklâl Madalyası) ausgezeichnet wurde. Er selbst besuchte die renommierte Kuleli-Kadettenanstalt (Kuleli Askerî Lisesi) und absolvierte danach eine Offiziersausbildung an der Heeresschule (Kara Harp Okulu), nach deren Abschluss er 1935 Offizier bei der Artillerie wurde. Nachdem er 1940 eine weitere Ausbildung an der Gebirgsjägerkommandoschule (Dağ ve Komando Okulu) in Eğirdir abgeschlossen hatte, fand er bis 1958 Verwendung in zahlreichen Einheiten des Heeres. Er war von 1958 bis 1960 Absolvent der Heeresakademie (Kara Harp Akademisi) sowie 1960 der Akademie des Oberkommandos (Yüksek Kumanda Akademisi) und wurde nach dem Militärputsch vom 27. Mai 1960 als Oberst im Generalstab (Kurmay Albay) Generaldirektor des Wasserwirtschaftsamtes von Istanbul.
Nachdem Savaşcı 1961 Dozent an der Heeresakademie war, wurde er 1962 zum Obersten Hauptquartier der Alliierten Streitkräfte in Europa SHAPE (Supreme Headquarters Allied Powers Europe) in Paris versetzt. Nach seiner Rückkehr erfolgte am 30. August 1962 seine Beförderung zum Brigadegeneral (Tuğgeneral) und Ernennung zum Kommandeur der 58. Division in Isparta, ehe er 1963 Chef des Stabes der 2. Armee in Konya wurde. 1965 wurde er zum Generalmajor (Tümgeneral) befördert und übernahm anfangs den Posten als Kommandeur der zur 1. Armee gehörenden 66. Division im Istanbuler Stadtteil Eyüp sowie anschließend 1966 als Chef des Stabes der in der Istanbuler Selimiye-Kaserne stationierten 1. Armee. 
1968 erfolgte die Beförderung Savaşcıs zum Generalleutnant. Als solcher wurde zunächst Kommandierender General des damals in Malatya stationierten VIII. Korps (VIII. Kolordu) und im Anschluss am 30. August 1969 Chef des Stabes des Heeres (Kara Kuvvetleri Kurmay Başkanlığı). Auf diesem Posten verblieb er drei Jahre lang bis zu seinem Eintritt in den Ruhestand am 30. August 1972.
Als Kandidat der Gerechtigkeitspartei AP (Adalet Partisi) wurde Savaşcı bei der Wahl vom 14. Oktober 1973 zum Mitglied der Großen Nationalversammlung gewählt und vertrat in dieser bis zur Wahl vom 5. Juni 1977 die Interessen von Samsun.
Savaşcı, der Vater zweier Kinder war, wurde nach seinem Tode in Feriköy beigesetzt, einem Ortsteil des Istanbuler Stadtteils Şişli.

## Weblink
- Eintrag in Kim Kimdir? (Seitenaufruf am 7. September 2016)

| Personendaten    | Personendaten                            |
| ---------------- | ---------------------------------------- |
| NAME             | Savaşcı, Hayati                          |
| KURZBESCHREIBUNG | türkischer Generalleutnant und Politiker |
| GEBURTSDATUM     | 1915                                     |
| GEBURTSORT       | Trabzon                                  |
| STERBEDATUM      | 1. Januar 1980                           |
| STERBEORT        | Ankara                                   |